# Bahnhof Sesto San Giovanni

Der Bahnhof Sesto San Giovanni ist der Bahnhof der norditalienischen Stadt Sesto San Giovanni, Teil der Metropolitanstadt Mailand. Er wird von Rete Ferroviaria Italiana betrieben und ist ein wichtiger Knotenpunkt für den Pendlerverkehr (unter anderem für die S-Bahn Mailand). Unter dem Bahnhof befindet sich der U-Bahnhof Sesto 1° Maggio FS der U-Bahn-Linie M1.

## Geschichte
Der Bahnhof wurde am 19. Januar 1969 in Betrieb genommen und ersetzte den alten Bahnhof, der sich etwa 1 km südlich – im Bereich des heutigen U-Bahnhofs Sesto Rondò – befand.

## Verkehr
Der Bahnhof wird von den Linien S7, S8, S9 und S11 der S-Bahn Mailand befahren.
| Linie | Verlauf |
| ----- | --- |
|       | Lecco – Valmadrera – Civate – Sala al Barro-Galbiate – Oggiono – Molteno – Costa Masnaga – Cassago-Nibionno-Bulciago – Renate-Veduggio – Besana – Villa Raverio – Carate-Calò – Triuggio-Ponte Albiate – Macherio-Canonica – Biassono-Lesmo Parco – Buttafava – Villasanta Parco – Monza Sobborghi – Monza – Sesto San Giovanni – Milano Greco Pirelli – Milano Porta Garibaldi                             |
|       | Lecco – Lecco Maggianico – Calolziocorte-Olginate – Airuno – Olgiate-Calco-Brivio – Cernusco-Merate – Osnago – Carnate-Usmate – Arcore – Monza – Sesto San Giovanni – Milano Greco Pirelli – Milano Porta Garibaldi |
|       | Saronno – Saronno Sud – Ceriano Laghetto-Solaro – Ceriano Laghetto Groane – Cesano Maderno – Seveso-Baruccana – Seregno – Desio – Lissone-Muggiò – Monza – Sesto San Giovanni – Milano Greco Pirelli – Milano Lambrate – Milano Forlanini – Milano Porta Romana – Milano Tibaldi – Milano Romolo – Milano San Cristoforo – Corsico – Cesano Boscone – Trezzano sul Naviglio – Gaggiano – Albairate-Vermezzo |
|       | Chiasso – Como San Giovanni – Como Camerlata – Cucciago – Cantù-Cermenate – Carimate – Camnago-Lentate – Seregno – Desio – Lissone-Muggiò – Monza – Sesto San Giovanni – Milano Greco Pirelli – Milano Porta Garibaldi – Milano Villapizzone – Milano Certosa – Rho Fiera – Rho |
| R 14  | Milano Porta Garibaldi – Milano Greco Pirelli – Sesto San Giovanni – Monza – Arcore – Carnate-Usmate – Paderno-Robbiate – Calusco – Terno – Ponte San Pietro – Bergamo |